# ستانلي دالاس
ستانلي دالاس (بالإنجليزية: Stanley Dallas)‏ هو مهندس نيوزيلندي، ولد في 31 أكتوبر 1926، وتوفي في 21 نوفمبر 1997.